# Văleni, Argeș
Văleni este un sat în comuna Sălătrucu din județul Argeș, Muntenia, România.

## Personalități
- Traian Ionescu, fotbalist și antrenor român (1923–2006)